# Brachythecium nakazimae
Brachythecium nakazimae är en bladmossart som beskrevs av Iishiba 1934. Brachythecium nakazimae ingår i släktet gräsmossor, och familjen Brachytheciaceae. Inga underarter finns listade i Catalogue of Life.